# دهستان خمیر
دهستان خمیر، یکی از دهستان‌های
بخش مرکزی شهرستان خمیر در استان هرمزگان ایران است. مرکز این دهستان، روستای درگور است.

## جمعیت
بر پایه سرشماری عمومی نفوس و مسکن در سال ۱۳۹۵، جمعیت دهستان خمیر برابر با ۴٬۶۵۹ نفر بوده‌است.